# Robert Altman
Robert Bernard Altman (Kansas City, 20 de fevereiro de 1925 – Los Angeles, Califórnia 20 de novembro de 2006) foi um cineasta norte-americano.

## Biografia
Filho de um corretor de seguros endinheirado e jogador, Altman foi educado em escolas jesuítas de Kansas City e diplomou-se em matemática. Serviu na Academia Militar de Wentworth, na vizinha cidade de Lexington. Em 1945, aos 20 anos de idade, participou da Segunda Guerra Mundial como piloto de bombardeiros. Enquanto servia na Força Aérea na Califórnia, teve pela primeira vez o contato com o mundo da produção cinematográfica de Hollywood. No ano seguinte, passou a residir em Los Angeles, enquanto se preparava para lançar-se como diretor.
Seus trabalhos mais conhecidos são o filme MASH, de 1970, uma sátira à Guerra da Coreia que ganhou o Grand Prix no Festival de Cannes e Short Cuts, de 1993.
Ele teve três esposas e seis filhos:
- Kathryn Reed (1959-2006): Robert Reed Altman, Matthew Reed Altman e Konni Corriere;
- Lotus Corelli (1952-1959): Stephen Altman e Mike Altman e
- LaVonne Elmer (1946-1951): Christine Altman.
Robert Altman faleceu em 20 de novembro de 2006, aos 81 anos, em Los Angeles, Califórnia, de falência respiratória provocada por um câncer.

## Filmografia
- 2006 - A Prairie Home Companion
- 2004 - Tanner on Tanner (TV)
- 2003 - The Company
- 2001 - Gosford Park
- 2000 - Dr. T and the women
- 1999 - Cookie's fortune
- 1998 - The Gingerbread man
- 1996 - Jazz'34
- 1996 - Kansas City (filme)
- 1994 - Prêt-à-Porter
- 1993 - Short Cuts
- 1992 - McTeague (TV)
- 1992 - The Player
- 1990 - Vincent & Theo
- 1988 - The Caine mutiny court-martial (TV)
- 1987 - Aria
- 1987 - Basements (TV)
- 1987 - Beyond therapy
- 1987 - The Dumb waiter (TV)
- 1985 - Fool for love
- 1985 - O.C. & Stiggs
- 1985 - The Laundromat (TV)
- 1984 - Secret honor
- 1983 - Streamers
- 1982 - HealtH
- 1982 - Come back to the five and dime, Jimmy Dean, Jimmy Dean
- 1982 - Two by south (TV)
- 1980 - Popeye (filme)
- 1979 - A perfect couple (Um Casal perfeito)
- 1979 - Quintet
- 1978 - A wedding
- 1977 - 3 Women
- 1976 - Buffalo Bill and the Indians, or Sitting Bull's history lesson
- 1975 - Nashville (filme)
- 1974 - California Split
- 1974 - Thieves like us
- 1973 - The Long Goodbye
- 1972 - Inages
- 1971 - McCabe & Mrs. Miller
- 1970 - Brewster McCloud
- 1970 - MASH
- 1969 - That cold day in the dark
- 1968 - Countdown
- 1965 - The Katherine Reed story
- 1965 - Pot au fer
- 1964 - Nightmare in Chicago (TV)
- 1960 - Bonanza - Silent Thunder
- 1959 - United States marshall
- 1957 - The James Dean story
- 1957 - The Delinquents
- 1956 - The Magic bond (curta-metragem)
- 1955 - The Perfect crime (curta-metragem)
- 1954 - Better football (curta-metragem)
- 1954 - The Builders (curta-metragem)
- 1954 - The Dirty look (curta-metragem)
- 1953 - How to run a filling station (curta-metragem)
- 1953 - The Last mile (curta-metragem)
- 1952 - King basketball (curta-metragem)
- 1952 - The Sound of bells (curta-metragem)
- 1951 - Modern football (curta-metragem)

## Prémios e nomeações
- Recebeu cinco nomeações ao Óscar, na categoria de Melhor Realizador, por "M*A*S*H*" (1970), "Nashville" (1975), "The Player" (1992), "Short Cuts" (1993) e "Gosford Park" (2001).
- Recebeu uma nomeação ao Óscar de Melhor Filme, por "Nashville" (1975).
- Ganhou um Óscar Honorário em 2006, em reconhecimento à sua carreira no cinema.
- Recebeu quatro nomeações ao Globo de Ouro, na categoria de Melhor Realizador, por "M*A*S*H*" (1970), "Nashville" (1975), "The Player" (1992) e "Gosford Park" (2001). Ganhou por "Gosford Park".
- Recebeu uma nomeação ao Globo de Ouro de Melhor Argumento, por "Short Cuts" (1993).
- Ganhou a Palma de Ouro, no Festival de Cannes, por "M*A*S*H*" (1970).
- Ganhou o Prémio de Melhor Realizador, no Festival de Cannes, por "The Player" (1992).
- Ganhou o Leão de Ouro, no Festival de Veneza, por "Short Cuts" (1993).
- Ganhou em 1996 um Leão de Ouro especial no Festival de Veneza, em reconhecimento à sua carreira.
- Ganhou o Urso de Ouro, no Festival de Berlim, por "Buffalo Bill and the Indians, or Sitting Bull's history lesson" (1976).
- Ganhou o Prémio FIPRESCI, no Festival de Berlim, por "Secret Honor" (1984).
- Recebeu uma nomeação ao BAFTA de Melhor Filme, por "The Player" (1992).
- Recebeu três nomeações ao BAFTA de Melhor Realizador, por "M*A*S*H*" (1970), "A wedding" (1978) e "The Player" (1992). Ganhou por "The Player".
- Recebeu uma nomeação ao BAFTA de Melhor Argumento, por "A wedding" (1978).
- Recebeu quatro nomeações ao César de Melhor Filme Estrangeiro, por "Nashville" (1975), "A wedding" (1978), "The Player" (1992) e "Short Cuts" (1993).
- Recebeu duas nomeações ao Independent Spirit Awards de Melhor Realizador, por "Short Cuts" (1993) e "A Prairie Home Companion" (2006). Venceu por "Short Cuts".
- Ganhou o Prémio de Melhor Argumento no Independent Spirit Awards, por "Short Cuts" (1993).
- Ganhou três vezes o Prémio Bodil de Melhor Filme Americano, por "Nashville" (1975), "The Player" (1992) e "Short Cuts" (1993).
- Ganhou o Prémio do Público na Mostra Internacional de Cinema de São Paulo, por "Jazz'34" (1996).